# Inuiter

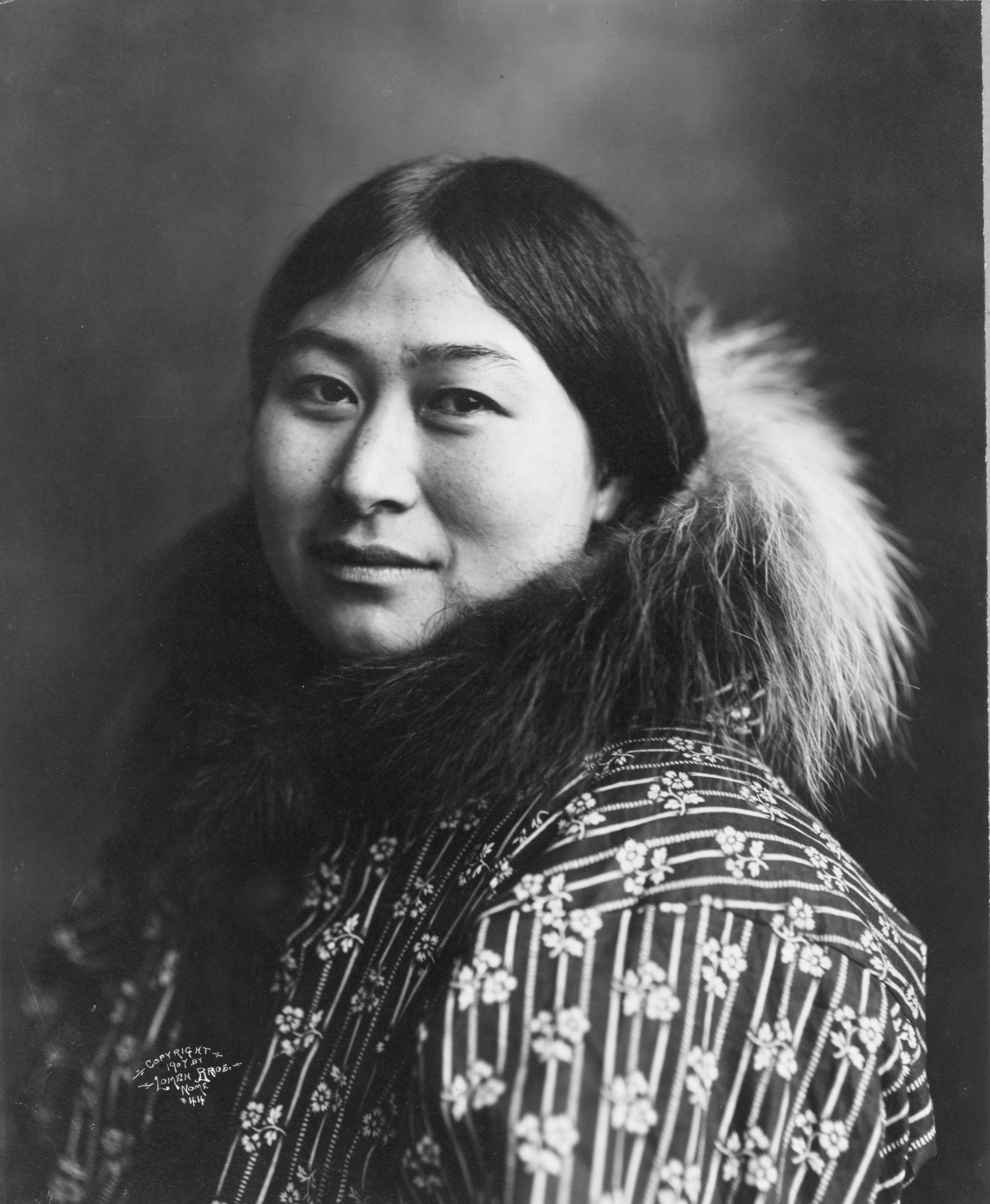
Förmodad inuitkvinna, ca 1907.

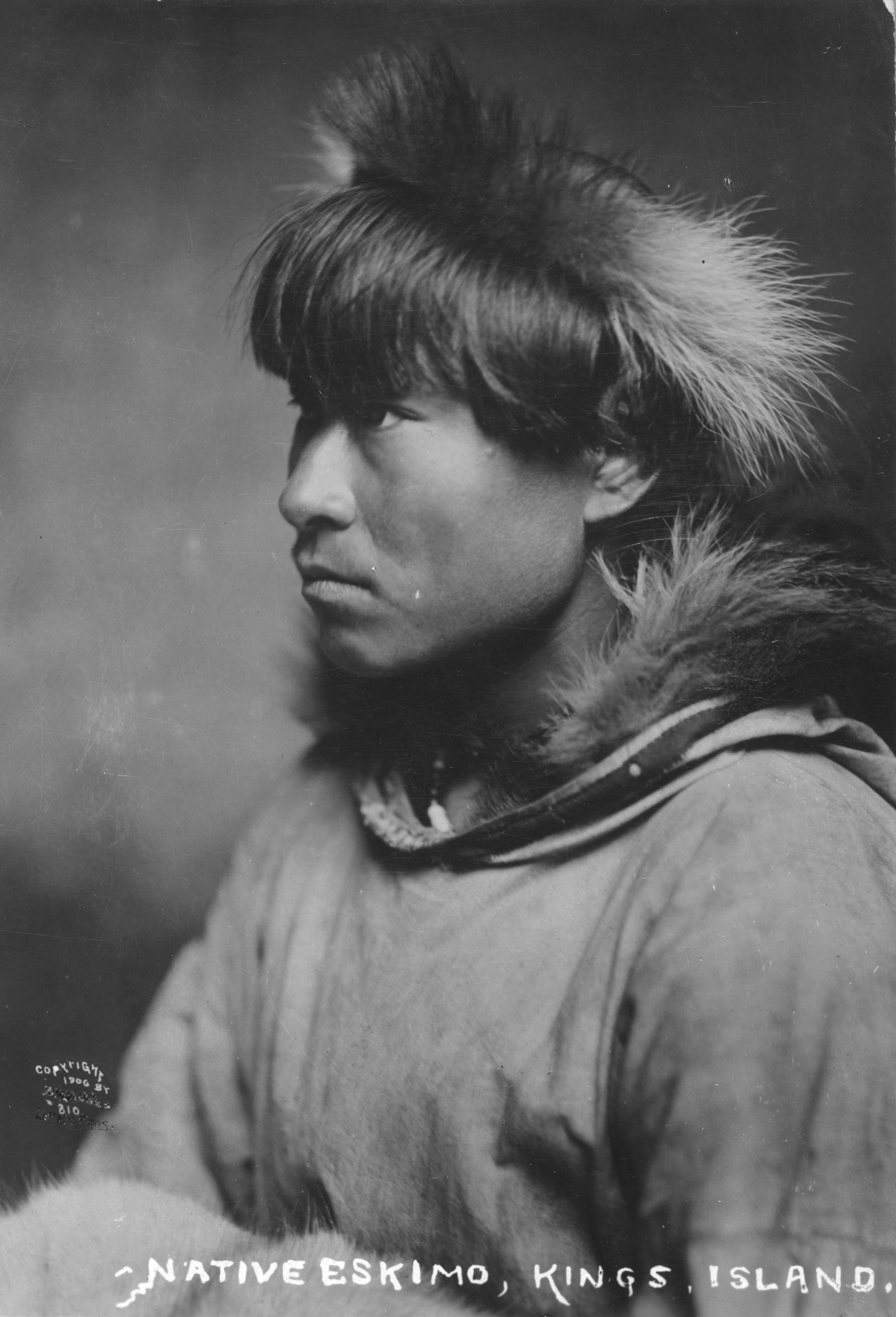
Inuitman

Inuiter (inuktitut: inuk, 'människa', 'folk') är en grupp arktiska folk som lever i norra Kanada (särskilt Nunavut), Alaska och på Grönland. Inuiterna, som har en språklig gemenskap, är en av de två större folkgrupper man brukar syfta på när man talar om eskimåer; den andra är yupikerna som lever i de arktiska delarna av Ryssland och i Alaska, och som tillhör en annan språkgrupp.
Inuiternas ursprungliga livsmönster och mytologi hör till de mest väldokumenterade. Inuiterna talar flera språk, däribland grönländska och inuktitut. Av lånord från de inuitiska språken märks i svenskan bland andra anorak (tunn vindjacka med kapuschong), igloo (ishus), kajak (mansbåt; jämför umiak, som betyder kvinnobåt) och parkas (knälång vindjacka med pälskantad kapuschong).
Den västerländska kunskapen om inuiterna (eskimåerna) grundlades när den dansk-norske prästen Hans Egede 1721 ledde en expedition till Grönland i avsikt att predika evangeliet bland ättlingar till de nordbor som omtalas i de isländska sagorna (Erik den rödes saga). I stället för nordbor (som hade dött ut eller lämnat Grönland flera århundraden tidigare) fann han ett annat folk, eskimåerna. Han började predika bland dem och kallas därför Grönlands apostel. Sonen Paul Egede övertog 1747 faderns arbete och utgav 1750 den första beskrivningen av det grönländska språket. Nya Testamentet på grönländska utgavs 1766.
Dagens inuiter har ganska sent invandrat till de arktiska trakterna (se Thulefolket) och har då ersatt tidigare folk som kallas paleo-eskimåer (engelska Wikipedia). Bland dessa finns Dorsetkulturen.

## Nomenklatur
Ordet inuit (för en person inuk; för två personer inuuk) kommer från språket inuktitut och betyder 'människor'. Enligt en föråldrad teori fick de beteckningen eskimåer av andra folkslag som lever granne med inuiter, till exempel cree eller algonkin. Ordet eskimå har på dessa språk trotts betyda ungefär de som äter rått kött, en tolkning som idag dock är vetenskapligt ifrågasatt. Många inuiter i framför allt Kanada och på Grönland betraktar dock fortsatt ordet eskimå i denna betydelse som nedsättande. I Nordamerika (med undantag för Alaska) och andra ställen på jorden minskar användandet av ordet eskimå alltmer. Det beror troligtvis på det stegrade intresse för inuiter som finns sedan 1950-talet.
I Alaska används inte termen inuit, utan oftare eskimå, eftersom där bor både yupiker, som inte ingår i begreppet inuiter, och inupiater (som definitionsmässigt är inuiter). Ordet inuit används där vare sig specifikt för inupiater eller som generell benämning.

## Kulturella ändringar

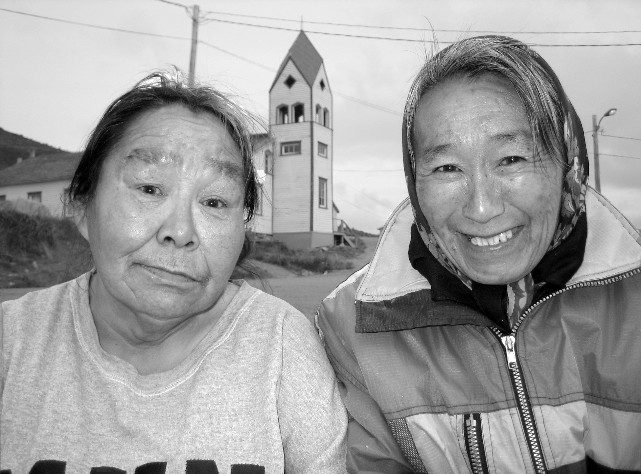
Inuiter på Labradorhalvön i Kanada.

Inuiternas möten med den västliga kulturen är dokumenterade, men ofta med skrifter som är påverkade av ideologi i olika former. Ofta är dessa skrifter förkortade, så att viktig information fattas.
Sedan andra världskriget har stora förändringar pågått i inuiternas territorium. Sedan 1960-talet lever merparten av inuiterna inte längre som nomader. De flesta bor i hus av trä som på grund av permafrosten står på pålar. Husen värms med olja och färskvattnet kommer i en stor tank på en lastbil. Även spillvattnet transporteras med lastbil och många hushåll är utrustade med moderna kommunikationsinstrument.
Slädhundarna har ersatts med snöskoter och istället för kajak och umiak används fabrikstillverkade båtar med motor. Jakten på grönlandsvalen förekommer bara tillfälligtvis för att bevara den gamla traditionen. Även handeln med päls av sälar och rävar eller med elfenben av valross eller narval minskar på grund av skyddsåtgärder för dessa djur.
1 april 1999 bildades territoriet Nunavut i nordöstra Kanada. Inuiterna har självstyre i Nunavut och kan vårda sina gamla traditioner.
Det finns även internationella rörelser, till exempel Inuit Circumpolar Council (ICC), som koordinerar politiska aktiviteter av inuiter. Många inuiter ser ett stort problem i den pågående uppvärmningen av jordens atmosfär som påverkar djur- och växtlivet i deras region. Därför har regeringen i territoriet Nunavut med Paul Okalik i spetsen stort intresse av vidareutvecklingen av Kyotoprotokollet.